# Paul Achleitner

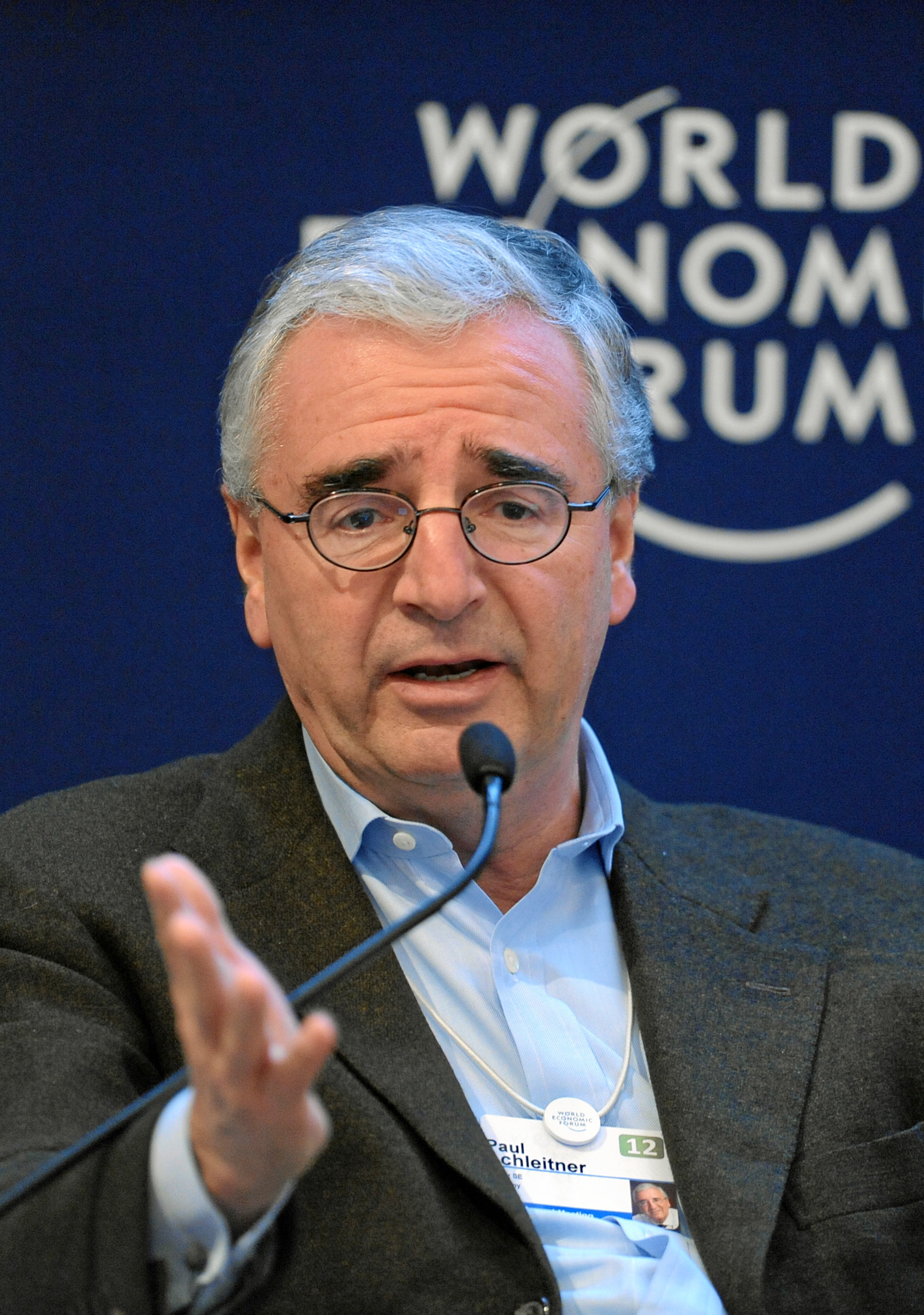
Achleitner während des Weltwirtschaftsforums 2012

Paul Michael Achleitner (* 28. September 1956 in Linz) ist ein österreichischer Investor und Finanzmanager. Von 2012 bis 2022 war er Aufsichtsratsvorsitzender der Deutschen Bank.

## Leben
Paul Achleitner stammt aus bürgerlichen Verhältnissen in Oberösterreich. Sein Vater war Bankangestellter einer Regionalbank, seine Mutter Hausfrau. Im Alter von 17 Jahren lebte Paul Achleitner als Austauschschüler für ein Jahr im US-Bundesstaat Michigan. Im Anschluss an die Matura an der Handelsakademie Linz studierte er von 1976 bis 1980 mittels Stipendium Rechts- und Sozialwissenschaften an der Hochschule für Wirtschafts- und Sozialwissenschaften in St. Gallen (seit 1994 Universität St. Gallen). Während des Studiums verstarb sein Vater im Alter von 48 Jahren. Die Familie ermöglichte es Paul Achleitner, der als Erster der Familie studierte, das Studium fortzusetzen. Achleitner war als wissenschaftlicher Assistent tätig und wirkte am 1979–1981 von der European Foundation for Management Development finanzierten Forschungsprojekt European Societal Strategy Project (‚Europäisches Projekt zur gesellschaftlichen Strategie‘) von Harry Igor Ansoff am European Institute for Advanced Studies in Management in Brüssel mit. Durch einen Forschungsaufsatz wurde die Harvard Business School auf ihn aufmerksam und lud ihn von 1982 bis 1984 als Gaststipendiat (Visiting Fellow) ein. 1985 wurde er in St. Gallen mit einer Dissertation zum Thema Sozio-politische Strategien multinationaler Unternehmungen promoviert. 1984 begann er bei der Bostoner Unternehmensberatung Bain & Company als Berater (Consultant).
Seit 1994 ist er mit der deutschen Wirtschaftswissenschaftlerin Ann-Kristin Achleitner (* 1966 als Koberg) verheiratet, die er 1990 in St. Gallen kennengelernt hat. Das in München lebende Paar hat drei Kinder.
In München teilt er sich gemeinsam mit seiner Frau sowie den drei weiteren Wirtschaftspersönlichkeiten Michael Diekmann, Peter Löscher und Joachim Faber eine Bürogemeinschaft.

## Beruflicher Werdegang
Nach vier Jahren bei Bain & Company wechselte Achleitner 1988 zur Investmentbank Goldman Sachs. Dort nahm er zunächst im Bereich Investment Banking in New York und London verschiedene Positionen an. 1994 wurde er Partner der Goldman Sachs Group und Geschäftsleiter der deutschen Niederlassung der Investmentbank.
Im Jahr 2000 wechselte er in den Vorstand der Allianz AG (seit 2006 Allianz SE). Er verantwortete dort das Ressort Finanzen und Beteiligungen. Mit seiner Berufung zum Aufsichtsratsvorsitzenden der Deutschen Bank zum 31. Mai 2012 (gewählt bis 2022) schied er aus dem Vorstand der Allianz aus.

## Aufsichtsratposten und vergleichbare Mandate
Neben dem Mandat bei der Deutschen Bank ist Achleitner Aufsichtsratsmitglied bei der Bayer AG (seit April 2002; gewählt bis 2026). Seit 30. April 2001 ist er Mitglied des Gesellschafterausschusses der Henkel AG & Co. KGaA.
Schon während seiner Zeit als Allianz-Vorstand hatte Achleitner verschiedene Aufsichtsratsmandate inne. Bis zu seinem Rücktritt aus dem Aufsichtsrat der RWE AG zum 18. April 2013, dessen Vorsitz er Ende 2011 ausschlug, war er dort seit 2000 Mitglied. Nach zehn Jahren als Mitglied des Aufsichtsrats der Daimler AG entschied sich Achleitner, sich auf der Hauptversammlung 2020 nicht wieder zur Wiederwahl zu stellen. Von 2000 bis 2005 war Paul Achleitner Mitglied des Aufsichtsrats der MAN AG, zuletzt als stellvertretender Vorsitzender. Dem Aufsichtsrat der österreichischen ÖIAG gehörte er von 2000 bis 2004 an.
Als Aufsichtsratsvorsitzender der Deutschen Bank hat Achleitner im Jahr 2018 eine Festvergütung in Höhe von 900.000 Euro erhalten. Diese wird zu einem Viertel in Aktien gewährt, über die er nach Ausscheiden aus dem Aufsichtsrat verfügen kann. Achleitner, der 2019 insgesamt 90 Sitzungen seines Kontrollgremiums sowie diverser Ausschüsse im Geschäftsjahr 2019 leitete, ist der bestbezahlte Aufsichtsrat unter den Dax-Konzernen in Deutschland.
Ende Juli 2022 wurde Prof. Achleitner Mitglied des International Advisory Boards der britischen Beratungs- und Sicherheitsfirma Hakluyt & Company.

## Wissenschaftliche Arbeit und weitere Gremien
Achleitner hat von 1988 bis 1999 an der Wirtschaftsuniversität Wien gelehrt. 2001 wurde er zum Honorarprofessor an der WHU – Otto Beisheim School of Management in Vallendar bestellt, nachdem er dort bereits ab 1999 als externer Dozent für International Mergers & Acquisitions tätig war, und hielt dort bis 2017 die Vorlesung Investment Banking. 2001, 2003, 2005 und 2007 wurde Achleitner mit dem „Best Teachers Award“ ausgezeichnet. Achleitner gehörte von 2002 bis 2009 der Regierungskommission Deutscher Corporate Governance Kodex als Mitglied an.
Achleitner wurde Anfang 2000 in die Börsensachverständigenkommission des BMF berufen. Von März 2009 bis Mai 2019 leitete er das Gremium. Von 2002 bis 2008 war Paul Achleitner Mitglied des Übernahmebeirats der Bundesanstalt für Finanzen. Dem Vorstand des Deutschen Aktieninstituts gehörte er zwischen 1999 und 2010 an, mit Unterbrechung im Jahr 2002. Seit 2016 ist Achleitner Präsident des Stiftungsrats der HSG St. Gallen.
Achleitner ist ferner Mitglied des Board of Trustees der Brookings Institution, Washington D.C., des European Financial Services Round Table, des Advisory Council der Münchner Sicherheitskonferenz, des International Advisory Board der Allianz Group, des Bocconi University International Advisory Council, des Harvard Business School Advisory Council sowie Vorsitzender des Kuratoriums der Alfred Herrhausen Gesellschaft und Co-Chairman des Hong Kong-Europe Business Council.
Darüber engagiert sich Achleitner vermehrt als Investor in Technologie Startups wie Isar Aerospace Technologies GmbH, FireStart GmbH, Energy Robotics GmbH, Guardknox Cyber Technologies Ltd., DocuSign, Inc. oder SparkCognition, Inc.
In den Jahren 2015 bis 2019 nahm er an der jährlichen Bilderberg-Konferenz teil und ist Mitglied im Führungskomitee.

## Schriften
Achleitner hat unter anderem in namhaften nationalen und internationalen Zeitschriften publiziert. Eine Auswahl seiner Veröffentlichungen (sortiert nach Jahren):
- Rechtliche und wirtschaftliche Beurteilung des Bankgeheimnisses in Österreich, Deutschland und der Schweiz (= Vierteljahres-Schriftenreihe; Heft 3/1981). Herausgegeben vom Österreichischen Forschungsinstitut für Sparkassenwesen. Sparkassenverlag, Wien 1981, 98 Seiten.
- mit Harry Igor Ansoff: The firm: Meeting the legitimacy challenge. In: European Management Journal, Volume 2, Issue 1, Summer 1983, Pages 19–27.
- Sozio-politische Strategien multinationaler Unternehmungen (= Veröffentlichungen der Hochschule St. Gallen für Wirtschafts- und Sozialwissenschaften: Schriftenreihe Betriebswirtschaft. Band 13). P. Haupt, Bern/Stuttgart 1985, ISBN 3-258-03490-7 (zugl.: Dissertation, Universität St. Gallen, 1984).
- Bewertung von Akquisitionen. In: Arnold Picot, Andreas Nordmayer, Peter Pribilla (Hrsg.): Management von Akquisitionen. Schäffer-Poeschel, Stuttgart 2000, ISBN 3-7910-1660-1, S. 93–104.
- mit Tilo Dresig: Unternehmensbewertung, marktorientierte. In: Wolfgang Ballwieser, Adolf G. Coenenberg, Klaus von Wysocki (Hrsg.): Handwörterbuch der Rechnungslegung und Prüfung (= Enzyklopädie der Betriebswirtschaftslehre. Band 8). 3., völlig überarbeitete und erweiterte Auflage. Schäffer-Poeschel, Stuttgart 2002, ISBN 3-7910-8046-6, Sp. 2432–2445.
- mit Daniel Wichels: Abschied von der „Deutschland AG“. In: Jürgen Krumnow, Ludwig Gramlich, Thomas A. Lange, Thomas M. Dewner (Hrsg.): Gabler Bank Lexikon. 13. vollständig überarbeitete und erweiterte Auflage. Gabler Verlag, Wiesbaden 2002, ISBN 978-3-663-07651-3, S. 661–664.
- mit Daniel Wichels: Management von Kapitalmarkterwartungen. In: Bernhard Ebel, Markus B. Hofer (Hrsg.): Investor Marketing. Gabler Verlag, Wiesbaden 2003, ISBN 3-409-12199-4, S. 51–62.

## Auszeichnungen
- 2002: Cicero Rednerpreis, Kategorie Wirtschaft[44]
- 2004: Großes Silbernes Ehrenzeichen für Verdienste um die Republik Österreich[45]
- 2013: Ehrung Auslandsösterreicher des Jahres – Auszeichnung des Auslandsösterreicher-Weltbunds[46]
- 2016: McCloy Award für transatlantische Beziehungen

## Kritik
Das Magazin Der Spiegel sieht im April 2018 in Achleitner die maßgebende Ursache für einen Niedergang der Deutschen Bank. Unter anderem habe er die Suche nach einem neuen Vorstandsvorsitzenden „dilettantisch“ betrieben. Auf der Hauptversammlung im Mai 2020 wurde Achleitner mit 92,99 Prozent der abgegebenen Stimmen von den Aktionären entlastet. Zugleich kündigte Paul Achleitner an, dass er nach zehn Jahren als Aufsichtsratsvorsitzender der Deutschen Bank eine Wiederwahl nach Ablauf der Wahlperiode 2022 nicht anstrebt. Sein Nachfolger in dieser Funktion ist seit dem 19. Mai 2022 Alexander Wynaendts. Die Süddeutsche Zeitung kritisierte im Dezember 2021 das zehnjährige Wirken von Achleitner bei der Deutschen Bank und zog das Fazit: „Seine Bilanz aber ist verheerend.“